# Аустрија на Светском првенству у атлетици на отвореном 2009.
Аустрија је на Светском првенству у атлетици на отвореном 2009. одржаном у Берлину 15. до 23. августа, учествовала дванаести пут, односно учествовала је на свим првенствима до данас. Аустрије је пријавила 5 такмичара (3 мушкарца и 2 жене) али у стартној листи трке на 100 м нема Bettina Muller-Weissina тако да је репрезентацију представљало 4 такмичара (3 мушкарца и 1 жена) који су се такмичили у четири дисциплине.
На овом првенству Аустрија није освојила ниједну медаљу. Није било нових националних, личних и рекорда сезоне. У табели успешности према броју и пласману такмичара који су учествовали у финалним такмичењима (првих 8 такмичара) Аустрија је са једним учесником у финалу била 62. са 1 бодом.
| Плас. | Земља    | 1. место | 2. место | 3. место | 4. место | 5. место | 6. место | 7. место | 8. место | Бр. финал. | Бод. |
| ----- | -------- | -------- | -------- | -------- | -------- | -------- | -------- | -------- | -------- | ---------- | ---- |
| 62.   | Аустрија | 0        | 0        | 0        | 0        | 0        | 0        | 0        | 1        | 1          | 1    |

## Учесници
| Мушкарци: - Рајан Мозли — 100 м - Герхард Мајер — Бацање диска - Роланд Шварцл — Десетобој | Жене: - Елизабет Пауер — Бацање копља |  |

## Резултати

### Мушкарци
| Атлетичар     | Дисциплина   | Лични рекорд | Квалификације | Квалификације | Група                | Група                | Полуфинале           | Полуфинале           | Финале               | Финале       | Детаљи |
| Атлетичар     | Дисциплина   | Лични рекорд | Резултат      | Место         | Резултат             | Место                | Резултат             | Место                | Резултат             | Место        | Детаљи |
| ------------- | ------------ | ------------ | ------------- | ------------- | -------------------- | -------------------- | -------------------- | -------------------- | -------------------- | ------------ | ------ |
| Рајан Мозли   | 100 м        | 10,21        | 10,58         | 4. у гр. 6    | Није се квалификовао | Није се квалификовао | Није се квалификовао | Није се квалификовао | Није се квалификовао | 58 / 90 (92) |        |
| Герхард Мајер | Бацање диска | 64,16 НР     | 62,53 кв      | 5. у гр. Б    |                      |                      |                      |                      | 63,17                | 8 / 29 (30)  |        |

Десетобој
| Дисциплина    | Роланд Шварцл | Роланд Шварцл  | Роланд Шварцл  | Роланд Шварцл  | Роланд Шварцл  | Роланд Шварцл  |
| Дисциплина    | Лич. рек.     | Резултат       | Бод.           | Плас.          | Укупно         | Плас.          |
| ------------- | ------------- | -------------- | -------------- | -------------- | -------------- | -------------- |
| 100 м         | 10,71         | 11,69          | 713            | 7              |                |                |
| Скок удаљ     |               | БП             | БП             | БП             | БП             | БП             |
| Бацање кугле  | 14,86         | Није стартовао | Није стартовао | Није стартовао | Није стартовао | Није стартовао |
| Скок увис     | 2,01          | Није стартовао | Није стартовао | Није стартовао | Није стартовао | Није стартовао |
| 400 м         | 49,76         | Није стартовао | Није стартовао | Није стартовао | Није стартовао | Није стартовао |
| 110 м препоне | 14,27         | Није стартовао | Није стартовао | Није стартовао | Није стартовао | Није стартовао |
| Бацање диска  | 48,92         | Није стартовао | Није стартовао | Није стартовао | Није стартовао | Није стартовао |
| Скок мотком   |               | Није стартовао | Није стартовао | Није стартовао | Није стартовао | Није стартовао |
| Бацање копља  | 56,32         | Није стартовао | Није стартовао | Није стартовао | Није стартовао | Није стартовао |
| 1500 м        | 4:33,56       | Није стартовао | Није стартовао | Није стартовао | Није стартовао | Није стартовао |
| Десетобој     | 8.102         | Није завршио   | Није завршио   | Није завршио   | Није завршио   | Није завршио   |

### Жене
| Атлетичарка    | Дисциплина   | Лични рекорд | Квалификације | Квалификације | Група    | Група | Полуфинале | Полуфинале | Финале                | Финале  | Детаљи |
| Атлетичарка    | Дисциплина   | Лични рекорд | Резултат      | Место         | Резултат | Место | Резултат   | Место      | Резултат              | Место   | Детаљи |
| -------------- | ------------ | ------------ | ------------- | ------------- | -------- | ----- | ---------- | ---------- | --------------------- | ------- | ------ |
| Елизабет Пауер | Бацање копља | 59,01 НР     | 50,88         | 15. гр. А     |          |       |            |            | Није се квалификовала | 30 / 31 |        |